# Valentin Madouas
Pour les articles homonymes, voir Madouas.
Valentin Madouas, né le 12 juillet 1996 à Brest, est un coureur cycliste français, membre de l'équipe Groupama-FDJ. Coureur polyvalent, il a notamment terminé deuxième des Strade Bianche en 2023, troisième du Tour des Flandres en 2022, ainsi que dixième du Tour de France en 2022. Il devient champion de France sur route en 2023, et remporte la même année la Bretagne Classic. Aux Jeux olympiques de 2024, il remporte la médaille d'argent de la course en ligne.

## Biographie

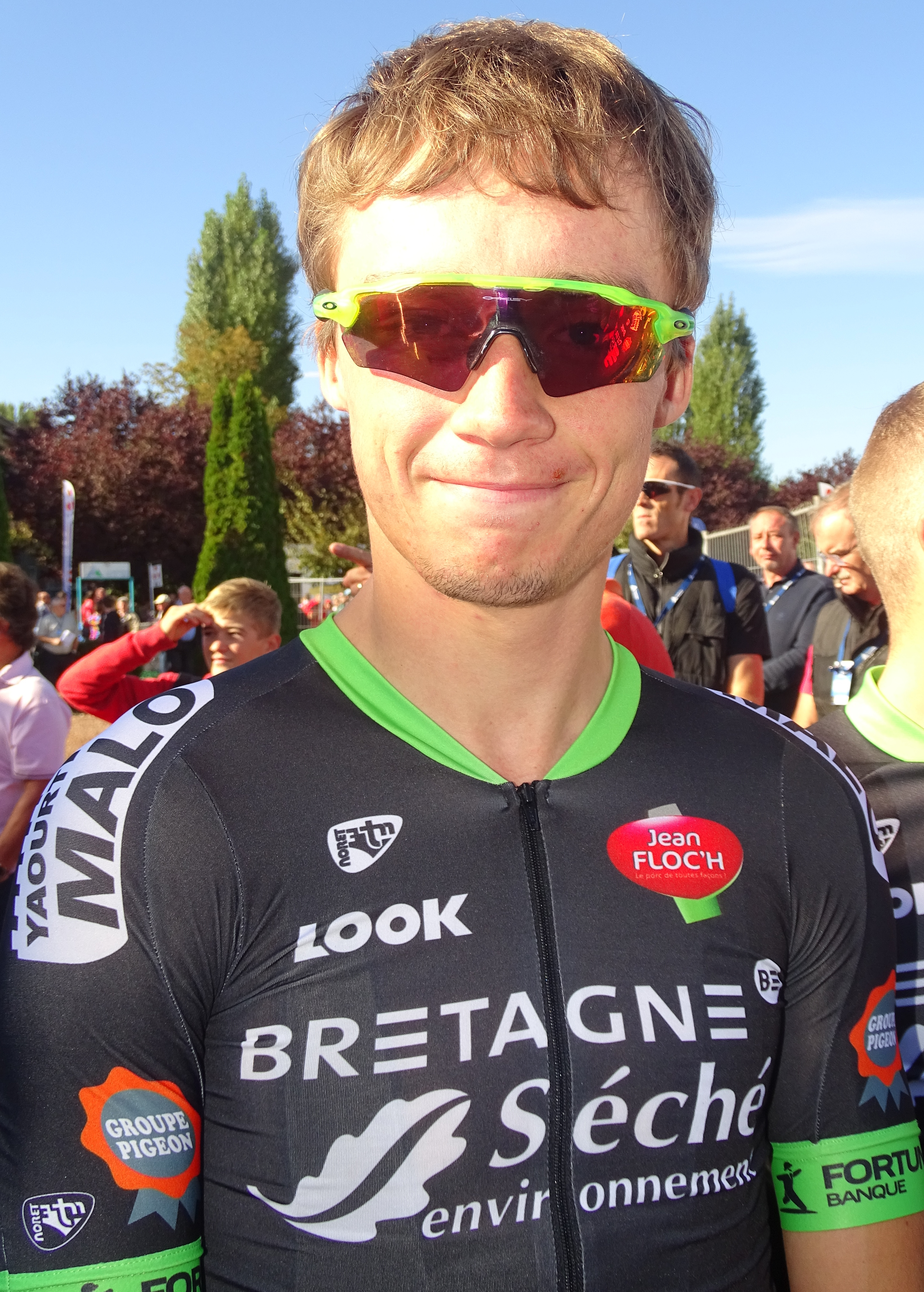
Valentin Madouas lors du départ du Grand Prix d'Isbergues 2015. Il est alors stagiaire chez Bretagne-Séché Environnement.

### Débuts cyclistes et carrière amateur

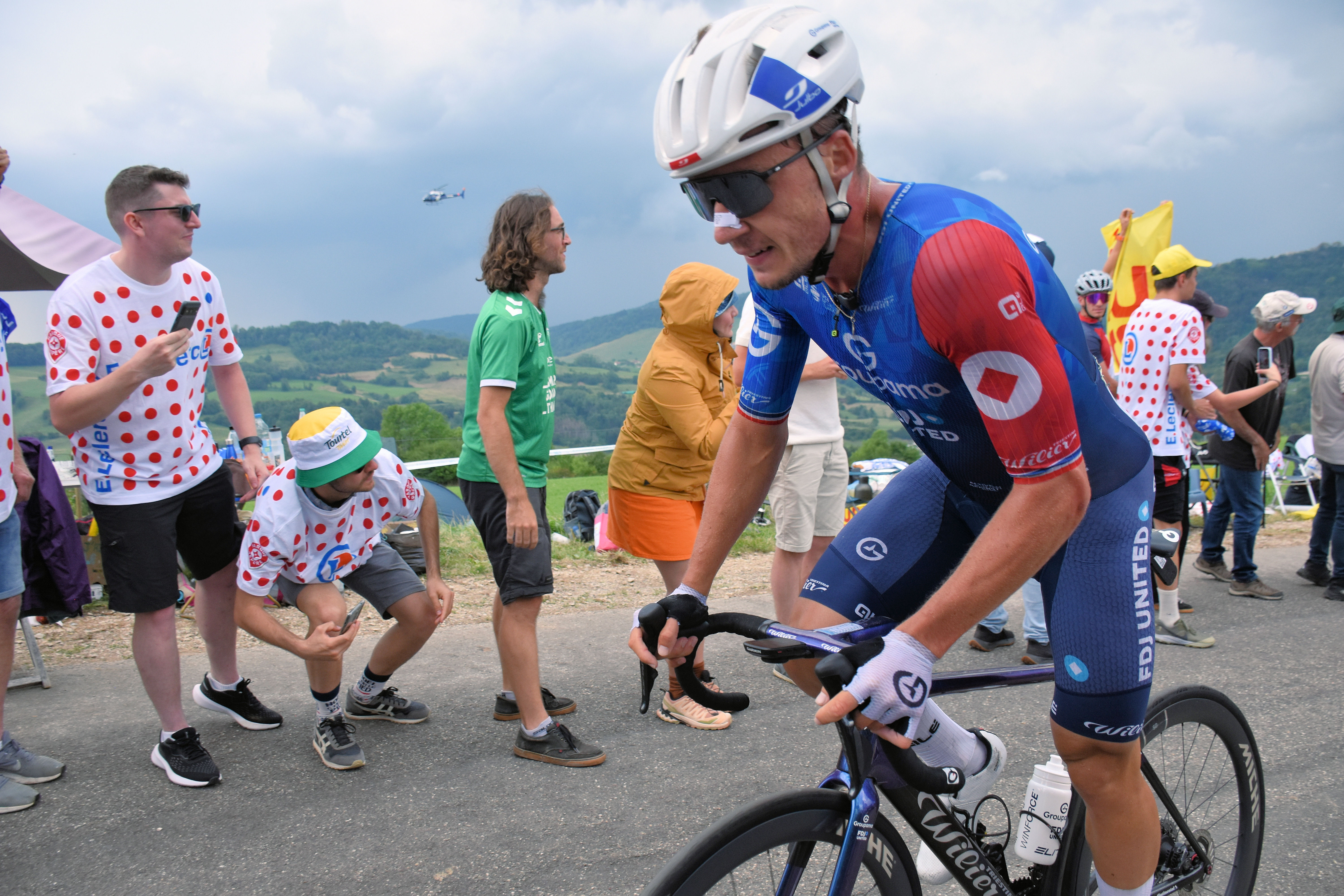
Valentin Madouas sur le Tour de France 2025

Issu d'une famille sportive, Valentin Madouas naît le 12 juillet 1996 et grandit à Gouesnou, alors que son père Laurent, cycliste professionnel de 1989 à 2001, participe au Tour de France,. Durant sa jeunesse, il pratique le cyclisme mais également d'autres sports comme le judo, la natation ou le triathlon. Alors qu'il a neuf ans, il rencontre David Gaudu lors d'une course régionale et ils deviennent rivaux dans les catégories de jeunes. Dès 2012, chez les cadets, il s'illustre en devenant double champion de France sur piste et champion de Bretagne du contre-la-montre. Il intègre le club du BIC 2000 dont son grand-père maternel est un des fondateurs. Sa première année chez les juniors au sein de l'équipe brestoise est notamment marquée par ses résultats sur piste (deux fois vice-champion d'Europe), il remporte par ailleurs sept victoires sur route. Il devient ainsi leader de son équipe BIC 2000 lors de sa seconde année junior.
Après avoir obtenu un baccalauréat scientifique, il mène en parallèle des études d'ingénieur en électronique à l'ISEN Brest à partir de 2014, en bénéficiant d'un statut de sportif de haut niveau. Il termine sa formation en 2021.
En 2016, il est Champion de France sur route amateurs. En août, il est sélectionné en équipe de France pour participer au Tour de l'Avenir et au Tour de l'Ain,. Il est notamment équipier de Gaudu lors de sa victoire sur le Tour de l'Avenir. Au mois d'octobre 2016, le site web du journal sportif français L'Équipe annonce que le coureur breton passera professionnel en 2018 au sein de la formation FDJ. Il est également suivi pour la saison 2017 par l'équipe FDJ, avec qui il effectue un stage du 12 au 16 janvier.
Durant cette année, il est vainqueur d'étape de la Sportbreizh, du Tour du Canton de l'Estuaire, de l'Essor breton, et prend la deuxième place de Manche-Atlantique, la septième place de Paris-Roubaix espoirs ainsi que la huitième de la Ronde de l'Isard. En été, il intègre l'effectif de FDJ en tant que stagiaire où il se distingue avec une prometteuse huitième place sur le Tour du Doubs. Le 14 septembre, la formation FDJ annonce qu'il passe professionnel pour les saisons 2018 et 2019.

### Carrière professionnelle

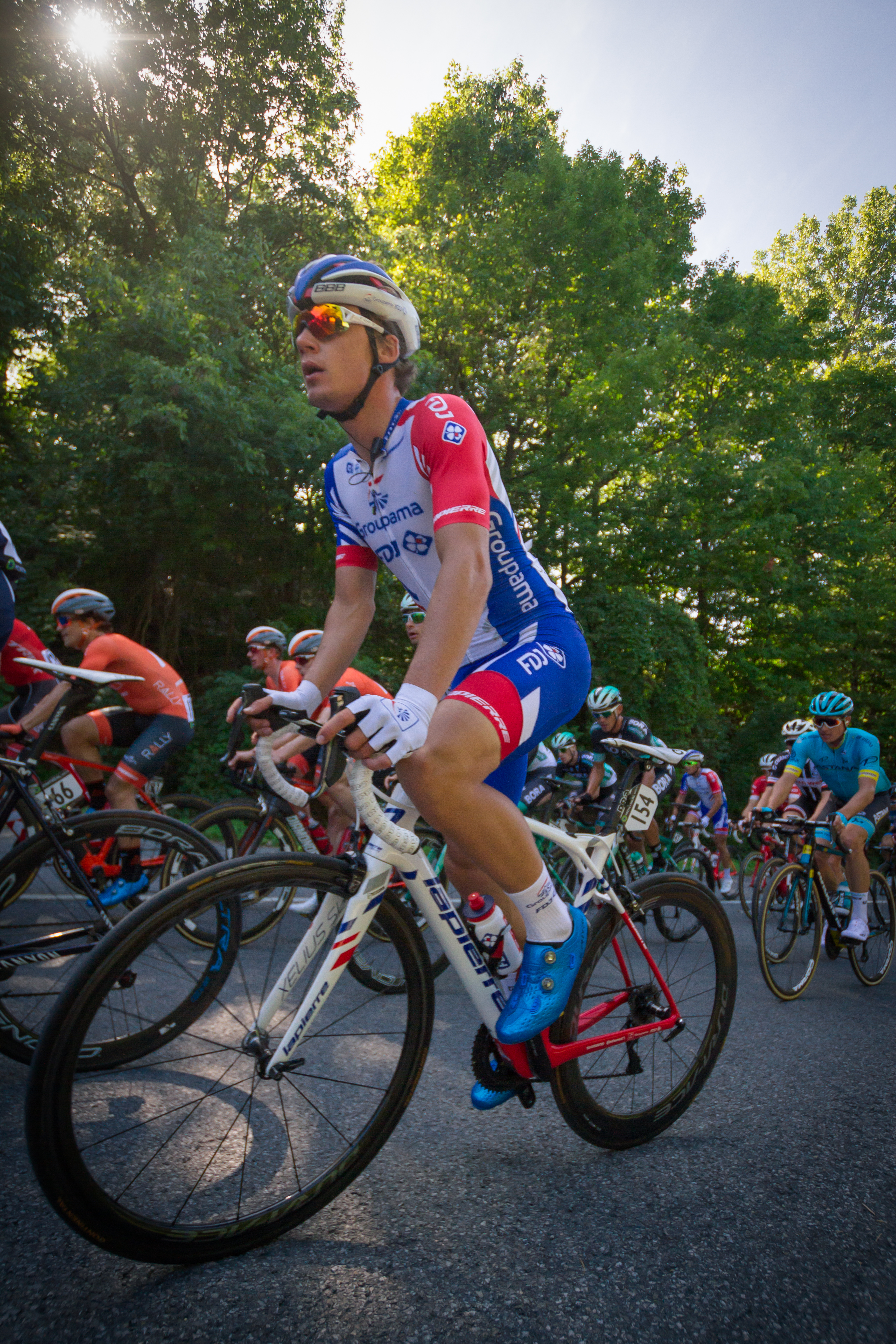
Valentin Madouas lors du Grand Prix de Montréal 2018.

#### Saison 2018
Pour sa première course en tant que professionnel, le Grand Prix d'ouverture La Marseillaise, il s'adjuge la 7e place. On le retrouve à son avantage dès le Tour du Haut-Var, 11e puis 4e d'étape, 4e du classement général puis sur une épreuve World Tour, les Strade Bianche. Échappé dès les premiers kilomètres de course, il voit le peloton des favoris le reprendre, s'y accrochant pour conclure l'épreuve à la 20e position. Enchaînant par le GP de Denain (19e), la Classic Loire-Atlantique (36e) et Cholet-Pays de la Loire (26e), il est ensuite aligné sur une nouvelle épreuve World Tour, le Tour du Pays basque. Au sortir de celle-ci, il est le dauphin de Lilian Calmejane sur Paris-Camembert. En juin, il termine la Route d'Occitanie à la 8e place du classement général et remporte le maillot blanc du meilleur jeune. Après une 25e place au classement général du BinckBank Tour, il se classe 8e de la Bretagne Classic à la fin du mois d'août. Au lendemain de la classique, le nom de Valentin Madouas est annoncé dans l'équipe de France espoir pour participer aux championnats du monde de cyclisme sur route à Innsbruck. En septembre, il est douzième du Grand Prix cycliste de Montréal, sixième du Grand Prix d'Isbergues, 27e du championnat du monde espoir. Il remporte le 4 octobre sa première victoire professionnelle lors de Paris-Bourges. Lors de cette course, il est présent dans une échappée dont il s'extrait à 2 kilomètres de l'arrivée. Il s'impose à la photo finish devant les sprinteurs Bryan Coquard et Christophe Laporte.

#### Saison 2019
Pour sa deuxième saison chez les professionnels, il obtient rapidement des résultats : 8e de l'Étoile de Bessèges, dont il remporte le classement des jeunes, 2e de la Classic de l'Ardèche et de la Drôme Classic. Début mars, il prend part à son premier Paris-Nice, 11e du général et seulement devancé par Egan Bernal au classement des jeunes. En avril, un calendrier World Tour l'attend avec le Tour du Pays Basque où il accroche trois tops 15 (5e, 9e et 15e), l'Amstel Gold Race (8e), la Flèche wallonne (40e) puis Liège-Bastogne-Liège (31e).  
En mai, il prend le départ du premier grand tour de sa carrière professionnelle, le Tour d'Italie. Dès la première semaine, il réalise deux tops 10 sur des étapes vallonnées (7e et 9e d'étape). Sa formation Groupama-FDJ officialise la prolongation de son contrat jusqu'en 2021 pendant la première journée de repos. Dans les jours qui suivent, la route du Tour d'Italie s'élève et le jeune coureur parvient à rester au contact des favoris dans la dernière ascension de la première étape de montagne. C'est au cours de la 20e étape qu'il réussit à prendre l'échappée. Il attaque dans le col du Croce d'Aune mais se fait reprendre à 4 kilomètres de l'arrivée et se classe 8e de l'étape. Valentin Madouas termine son premier Tour d'Italie à la 13e place du classement général et à la 4e place du classement des meilleurs jeunes.

#### Saison 2020
Pour son premier jour de course de la saison, il est seulement devancé par Benoît Cosnefroy sur le Grand Prix La Marseillaise. Il enchaîne par l’Étoile de Bessèges, 11e du classement général, où se distinguent également ses coéquipiers Alexys Brunel (3e) et Kevin Geniets (4e). Victime d'une chute lors de la Classic de l'Ardèche, il se fracture la mâchoire et doit renoncer à Paris-Nice. En août, il se classe dixième du Mont Ventoux Dénivelé Challenges.
En septembre, il est sélectionné pour la course en ligne des championnats du monde. Le sélectionneur Thomas Voeckler indique qu'il est un des « lieutenants » de Julian Alaphilippe, qui décroche le titre mondial, Madouas terminant 34e. Il obtient ensuite des places d'honneur sur la Flèche wallonne (11e), Paris-Tours (4e) et le Tour des Flandres (14e).

#### Saison 2021
Valentin Madouas commence 2021 en voyant son contrat prolongé avec son équipe jusqu'en 2024. Présenté comme un leader d'avenir par son coéquipier Thibaut Pinot et son manager Marc Madiot, il se donne deux à trois saisons pour « progresser, prendre de l'expérience » et annonce viser cette saison les classiques pour puncheurs tout en cherchant à définir exactement son profil de coureur. 
Commençant sa saison par le Tour des Alpes-Maritimes et du Var, il s'y classe septième avec un podium d'étape. Sur son premier objectif, il est 21e des Strade Bianche. Abordant son autre objectif avec les classiques d'avril, il est tout d'abord 14e de la Flèche brabançonne avant de réaliser des contre-performances sur l'Amstel Gold Race puis la Flèche wallonne. 
Reconnaissant être dans une spirale mentale négative liée à un échec dans son objectif de perdre du poids, il est présent sur Liège-Bastogne-Liège en tant qu'équipier de David Gaudu qui s'y classe troisième. Il participe au Tour de France.
Le 15 août, il remporte la Polynormande devant Benoît Cosnefroy et Anthony Perez.
En septembre, il est à nouveau sélectionné aux mondiaux de Louvain en Belgique et est avec Julian Alaphilippe le seul coureur de l'équipe de France déjà présent lors de l'édition précédente. Il joue un rôle majeur dans le deuxième titre d'Alaphilippe et prend lui-même la treizième place,.

#### Saison 2022: podium sur le Tour des Flandres et premier top 10 au Tour de France

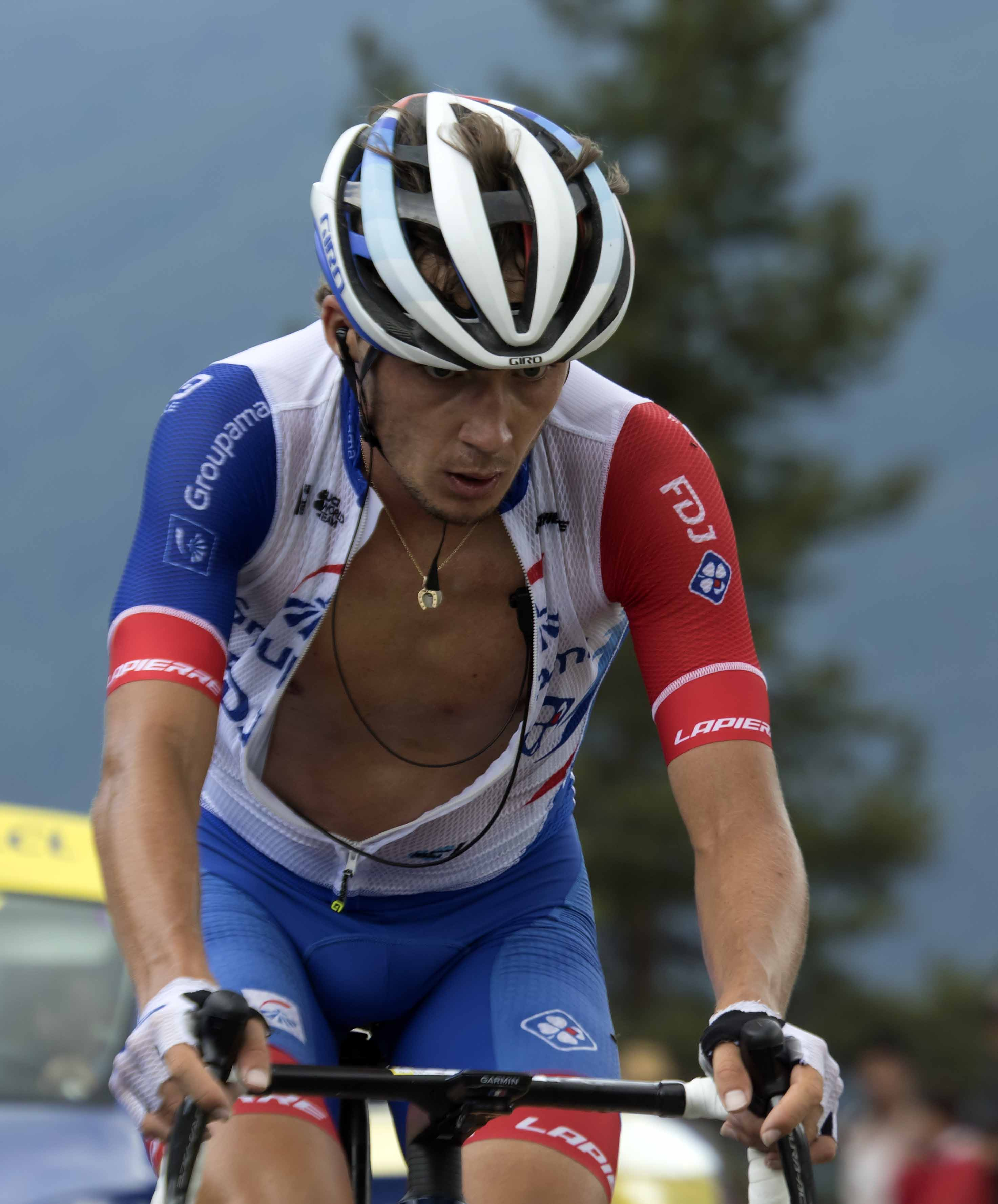
Valentin Madouas lors du Tour de France 2022.

Commençant sa saison par le Tour des Alpes-Maritimes et du Var, Valentin Madouas s'y classe quatrième avec un podium d'étape. Il doit cependant déclarer forfait la semaine suivante pour les Boucles Drôme-Ardèche à la suite d'un test positif au SARS-CoV-2.
De retour à la compétition sur Paris-Nice, il endosse le maillot de meilleur grimpeur à l'issue de la cinquième étape grâce à sa présence dans l'échappée du jour. Il le garde jusqu'à l'arrivée à Nice et remporte ainsi son premier maillot distinctif sur une course inscrite au calendrier de l’UCI World Tour. Il enchaine avec la saison des classiques, où il termine septième de l'E3 Saxo Bank Classic et onzième d'À travers les Flandres.
Le 3 avril, il participe au Tour des Flandres. Lors de cette course, il est le dernier coureur à être distancé par le duo de tête composé de Tadej Pogačar et du futur vainqueur Mathieu van der Poel lors de la dernière ascension du Vieux Quaremont. Accompagné de Dylan van Baarle dans les derniers kilomètres, ils reviennent sur le duo de tête au moment du sprint final où Madouas se classe troisième, son premier podium sur un Monument du cyclisme.
Lors du Tour de France, il est présent en tant qu'équipier de David Gaudu qui a pour objectif le podium. Gaudu se classe quatrième à Paris, aidé par Madouas y compris en haute montagne ce qui surprend positivement au sein de son équipe. Madouas est de son côté onzième du classement général et sera reclassé dixième à la suite du déclassement de Nairo Quintana ,. Après ce Tour de France, Madouas est quatrième du Tour du Limousin-Périgord-Nouvelle-Aquitaine, puis il remporte le Tour du Doubs et deux étapes du Tour de Luxembourg (troisième du général). Sélectionné pour les championnats du monde de Wollongong en Australie, il y est considéré comme un outsider. Il se classe 29e d'une course remportée par le Belge Remco Evenepoel, le Français Christophe Laporte finissant deuxième.

#### Saison 2023: champion de France, première classique World Tour

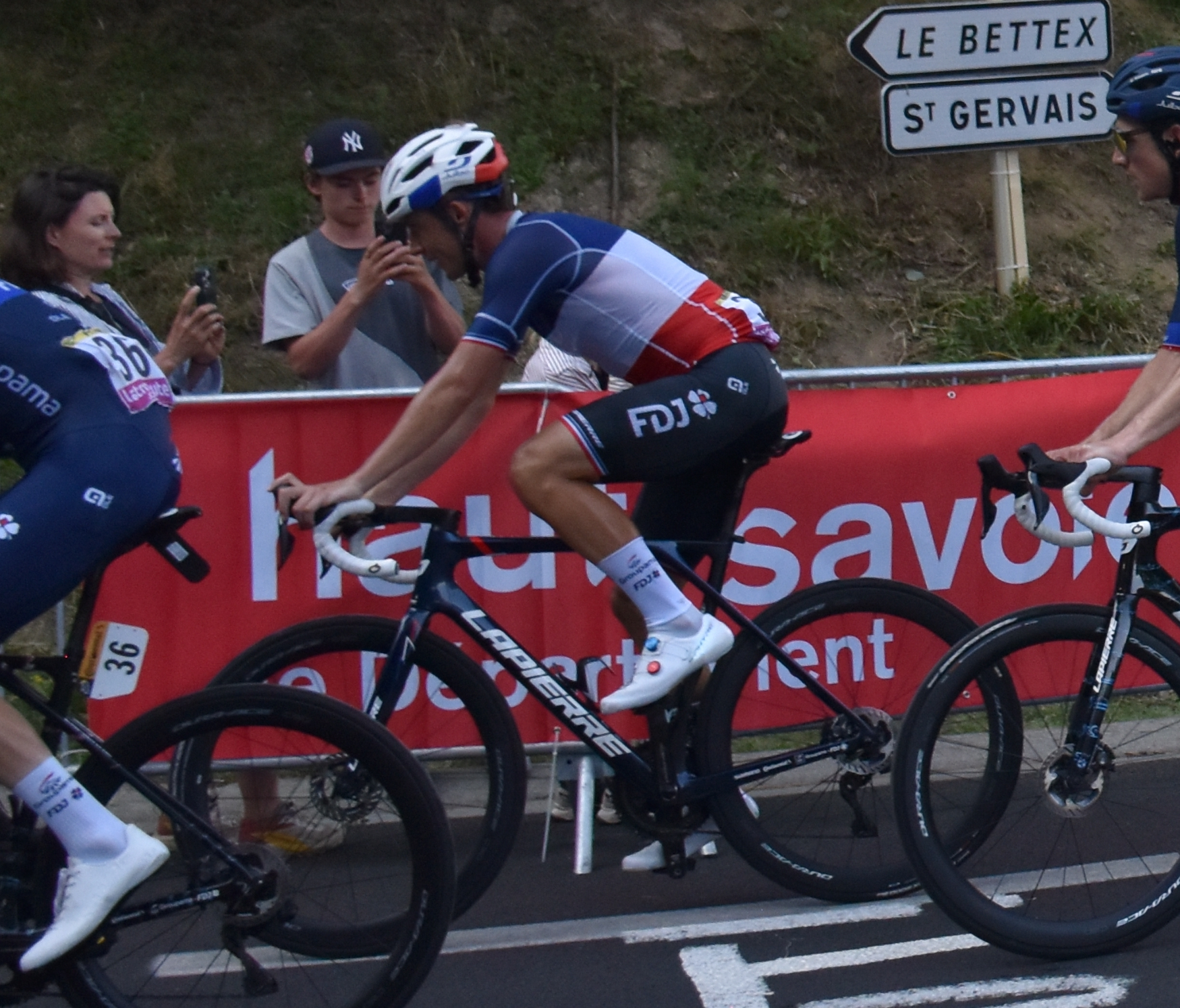
Valentin Madouas - Tour de France 2023 - 15e étape.

En 2023, Valentin Madouas se donne pour objectif de remporter une classique. Après un début de saison en Espagne, Madouas est en mars deuxième des Strade Bianche derrière Tom Pidcock malgré une chute durant la course,. Lors des classiques flandriennes, il est tout d'abord huitième de l'E3 Saxo Bank Classic avant de tomber malade au moment du Tour des Flandres où il abandonne. Il devient ensuite chef de file de son équipe sur les classiques ardennaises à la place de David Gaudu, diminué par des allergies. Onzième de l'Amstel Gold Race, il obtient une semaine plus tard son premier résultat significatif sur Liège-Bastogne-Liège avec une cinquième place. Regrettant de ne pas avoir pris assez de risques après la dernière difficulté qu'est la côte de la Roche-aux-faucons, il qualifie sa période des classiques comme étant « assez frustrante ». Tout comme son ami et leader David Gaudu, Madouas vit un Critérium du Dauphiné compliqué mais figure dans la sélection de la Groupama-FDJ pour le Tour de France. Si l'équipe sera entièrement tournée vers le classement général pour David Gaudu, Madouas sera, avec son compatriote Thibaut Pinot et le Suisse Stefan Küng, autorisé à avoir quelques ambitions personnelles viser une victoire d'étape. 
Le 25 juin, après une attaque en duo avec David Gaudu, puis une échappée en solitaire sur les vingt derniers kilomètres, Valentin Madouas remporte la course en ligne des championnats de France à Cassel avec 1 min 49 s d'avance sur son coéquipier Rudy Molard. Il enchaine avec une vingtième place au Tour de France. En juillet, Groupama-FDJ annonce l'extension du contrat de Madouas jusqu'en fin d'année 2026.
Présent à la course en ligne des championnats du monde de Glasgow, il termine quinzième et premier Français de cette épreuve remportée par Mathieu van der Poel. Un mois plus tard, il remporte la Bretagne Classic en s'imposant au sprint devant Mathieu Burgaudeau (TotalEnergies) et Felix Grossschartner (UAE Emirates). C'est sa première victoire sur une course d'un jour de niveau UCI World Tour.

#### Saison 2024: médaille d'argent aux JO

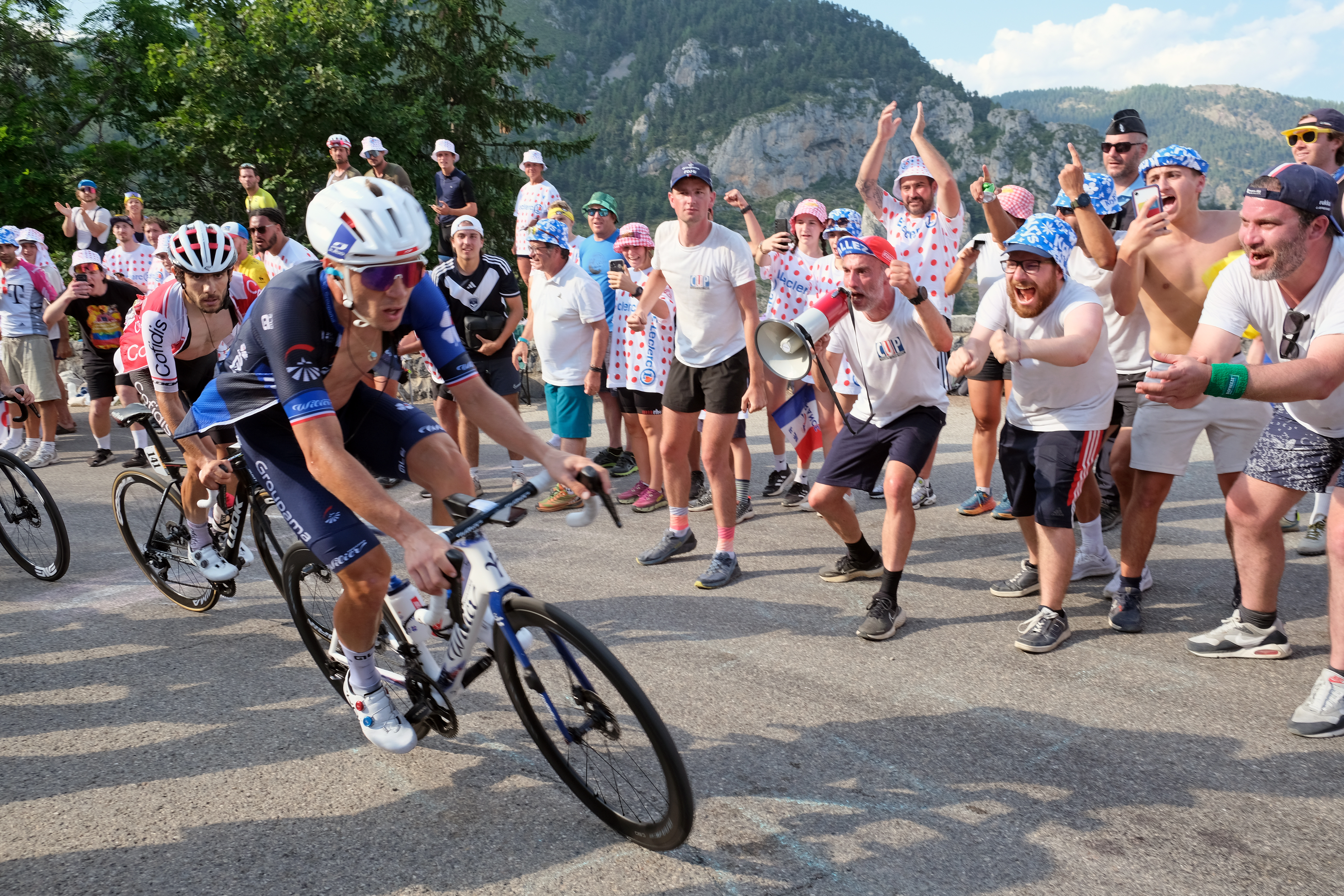
Valentin Madouas durant leTour de France

Valentin Madouas commence sa saison au Tour de Murcie qu’il termine à la 5e place puis participe à la Clásica de Almería et au Tour de l’Algarve où il ne réalise aucun résultat notable. Il enchaîne ensuite avec les Strade Bianche où il finit 15e à plus de 6 minutes du vainqueur. Sur Tirreno-Adriatico, il se mue en équipier pour son leader Romain Grégoire. La campagne des classiques flandriennes du Français est relativement mauvaise, Madouas termine seulement 16e du Ronde et 13e d’À travers les Flandres. Quant aux ardennaises, il réalise deux top 10, sur l’Amstel Gold Race puis sur Liège-Bastogne-Liège. Champion de France en titre, Valentin Madouas ne parvient pas à conserver son titre et ne décroche qu’une une 6e place sur ces championnats de France. Engagé sur le Tour de France, il réalise quelques échappées en 1re semaine ce qui lui permet de revêtir la maillot à pois pendant plusieurs jours.

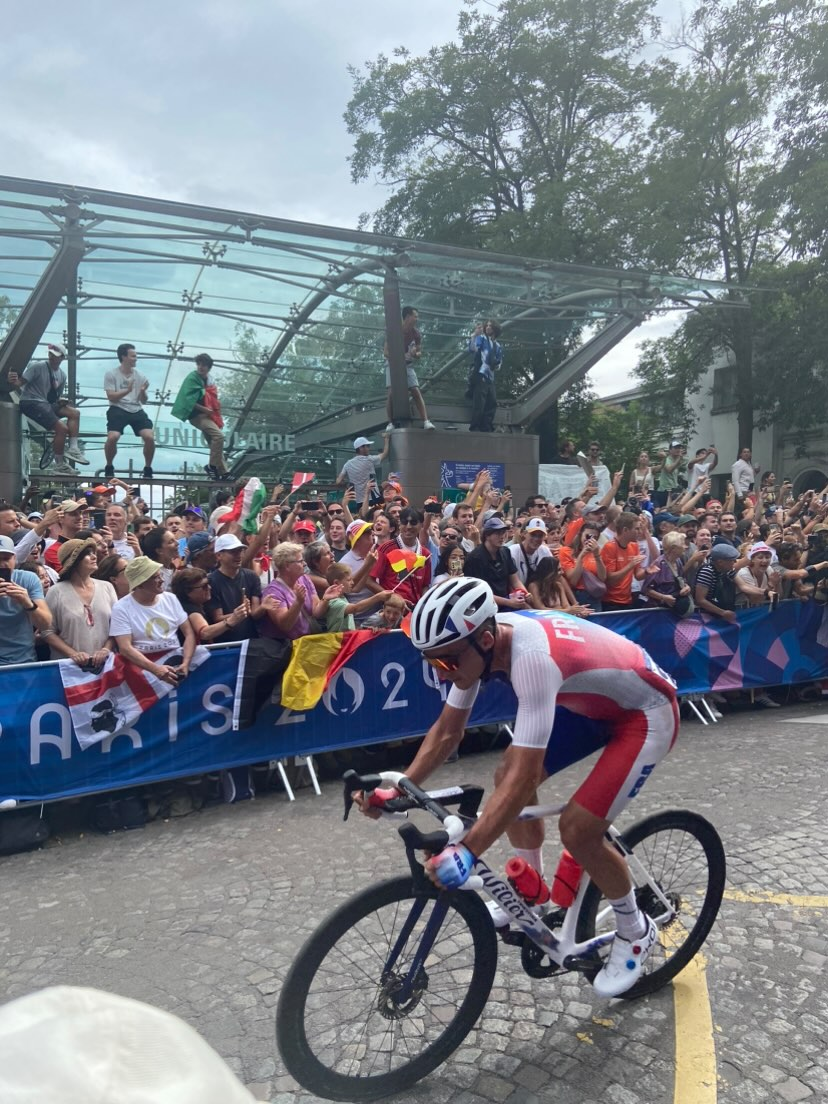
Valentin Madouas pendant les JO 2024

Valentin Madouas est sélectionné par Thomas Voeckler pour la course en ligne des Jeux olympiques de Paris avec Julian Alaphilippe, Kévin Vauquelin et Christophe Laporte. Lors de cette épreuve, il s'échappe avec d'autres coureurs à plus de 60 kilomètres de l'arrivée. Repris par Remco Evenepoel, Madouas est le dernier à être distancé par le Belge à 15 kilomètres de l'arrivée et maintient quelques secondes d'avance pour terminer deuxième, son compatriote Christophe Laporte remportant la médaille de bronze.

## Caractéristiques
La performance de Valentin Madouas lors du Tour des Flandres 2022 l'amène à privilégier les classiques flandriennes aux classiques ardennaises. Il cite le placement comme étant un point faible. Son directeur sportif chez Groupama-FDJ Philippe Mauduit le surnomme le « 4 x 4 » pour sa capacité à être présent sur tous les profils de course. Son entraîneur chez Groupama-FDJ David Han le décrit comme complet avec une limite concernant les sprints et le contre-la-montre.

## Palmarès sur route

### Palmarès amateur
| - 2012 - Champion de Bretagne du contre-la-montre cadets - 2013 - Ronde du Printemps - 1re étape du Grand Prix Fernand-Durel (contre-la-montre) - Classement général du Trophée Sébaco - 2e du Trophée Louison-Bobet - 2e du Grand Prix Fernand-Durel - 2014 - Challenge National juniors - Grand Prix Fernand-Durel : - Classement général - 1re étape (contre-la-montre) - Classement général du Tour du Canton d'Aurignac - Trophée Sébaco : - Classement général - 1re étape (contre-la-montre) - 1re étape du Grand Prix Général Patton - 2e étape de la Ronde des vallées (contre-la-montre) - 2e du Grand Prix Général Patton - 3e de la Ronde des vallées - 2015 - Boucles de la Loire - Manche-Océan - 3e du Tour des Deux-Sèvres | - 2016 - Champion de France sur route amateurs - Champion de Bretagne sur route espoirs - Route bretonne - Circuit du Mené : - Classement général - 2e étape - 4e étape du Tour d'Eure-et-Loir - La SportBreizh : - Classement général - 1re étape - 2e étape du Tour du Pays Roannais - Ronde finistérienne - Locquénolé - 2e étape du Kreiz Breizh Elites - 2e du Circuit du Morbihan - 2e du Grand Prix Gilbert-Bousquet - 3e du Grand Prix de la Pentecôte à Moncontour - 2017 - 2e étape du Tour du Canton de l'Estuaire - 1re étape de l'Essor breton - 2e étape de la SportBreizh - 2e de Manche-Atlantique - 2e de l'Essor breton - 2e du Grand Prix de Blangy-sur-Bresle |  |

### Palmarès professionnel
- 2018
  - Paris Bourges
  - 2e de Paris-Camembert
  - 8e de la Bretagne Classic
- 2019
  - 2e de la Classic de l'Ardèche
  - 2e de la Drôme Classic
  - 8e de l'Amstel Gold Race
- 2020

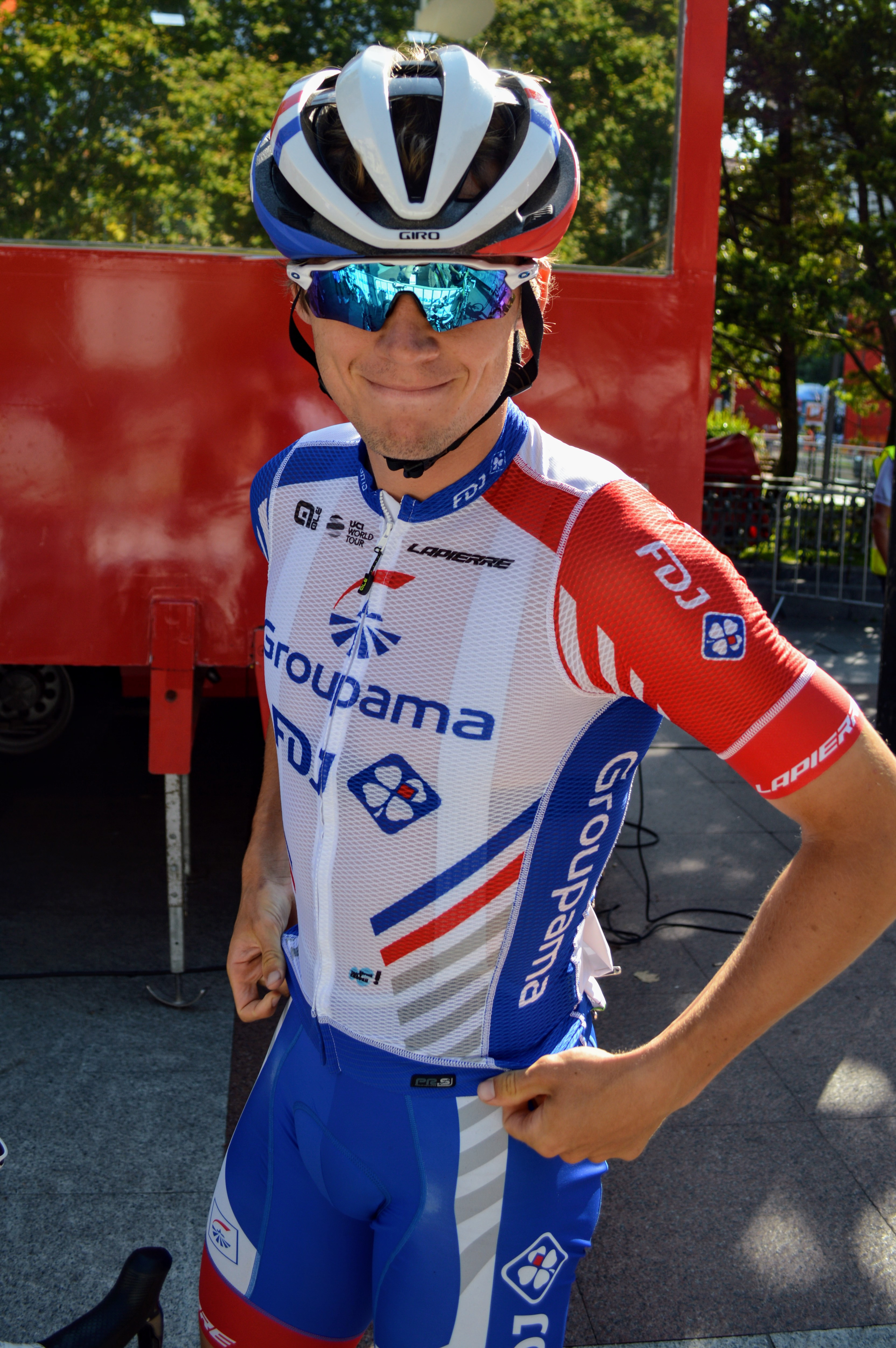
Valentin Madouas en août 2019, lors de la Classique de Saint-Sébastien

  - 2e du Grand Prix La Marseillaise
- 2021
  - Polynormande
  - 2e de la Classic Loire-Atlantique
  - 2e des Boucles de l'Aulne
  - 3e du Tour du Jura
  - 8e de la Bretagne Classic
- 2022
  - Tour du Doubs
  - 1re et 5e étapes du Tour de Luxembourg
  - 3e du Tour des Flandres
  - 3e du Tour de Luxembourg
  - 7e de l'E3 Saxo Bank Classic
  - 10e du Tour de France
- 2023
  -  Champion de France sur route
  - Bretagne Classic
  - 2e des Strade Bianche
  - 4e du Grand Prix cycliste de Montréal
  - 5e de Liège-Bastogne-Liège
  - 8e de l'E3 Saxo Bank Classic
- 2024
  -  Médaillé d'argent de la course en ligne des Jeux olympiques
  - 6e de l'Amstel Gold Race
  - 7e de Liège-Bastogne-Liège
- 2025
  - 3e du Tro Bro Leon

### Résultats sur les grands tours

#### Tour de France
6 participations
- 2020 : 27e
- 2021 : 42e
- 2022 : 10e
- 2023 : 20e
- 2024 : 25e
- 2025 : 21e

#### Tour d'Italie
1 participation 
- 2019 : 13e

### Classiques et grands championnats
Ce tableau présente les résultats de Valentin Madouas sur les courses d'un jour de l'UCI World Tour auxquelles il a participé, ainsi qu'aux différentes compétitions internationales.
| Légende | Légende | Légende | Légende     | Légende | Légende              | Légende | Légende       |
| ------- | ------- | ------- | ----------- | ------- | -------------------- | ------- | ------------- |
| AB      | Abandon | HD      | Hors-délais | —       | Pas de participation | x       | Pas d'épreuve |

| Année | Strade Bianche | Classic Bruges-La Panne | Grand Prix E3 | À travers les Flandres | Tour des Flandres | Paris-Roubaix | Amstel Gold Race | Flèche wallonne | Liège-Bastogne-Liège | Classique de Saint-Sébastien | EuroEyes Cyclassics | Bretagne Classic | Grand Prix de Québec | Grand Prix de Montréal | Tour de Lombardie | JO - course en ligne | Europe - course en ligne | Mondial - course en ligne |  |
| ----- | -------------- | ----------------------- | ------------- | ---------------------- | ----------------- | ------------- | ---------------- | --------------- | -------------------- | ---------------------------- | ------------------- | ---------------- | -------------------- | ---------------------- | ----------------- | -------------------- | ------------------------ | ------------------------- |  |
| 2018  | 20e            | —                       | —             | —                      | —                 | —             | 64e              | AB              | 129e                 | —                            | —                   | 8e               | 49e                  | 12e                    | —                 | x                    | —                        | —                         |  |
| 2019  | —              | —                       | —             | —                      | —                 | —             | 8e               | 40e             | 31e                  | 21e                          | 32e                 | 24e              | 24e                  | 48e                    | 97e               | x                    | —                        | —                         |  |
| 2020  | —              | AB                      | x             | x                      | 14e               | x             | x                | 11e             | 25e                  | x                            | x                   | —                | x                    | x                      | —                 | x                    | —                        | 34e                       |  |
| 2021  | 21e            | —                       | —             | 117e                   | 39e               | —             | 27e              | 86e             | 83e                  | —                            | x                   | 8e               | x                    | x                      | —                 | —                    | AB                       | 13e                       |  |
| 2022  | —              | —                       | 7e            | 11e                    | 3e                | 34e           | 14e              | —               | 34e                  | —                            | —                   | 15e              | —                    | —                      | —                 | x                    | —                        | 29e                       |  |
| 2023  | 2e             | —                       | 8e            | 28e                    | AB                | —             | 11e              | 24e             | 5e                   | —                            | —                   | Vainqueur        | 32e                  | 4e                     | 27e               | x                    | —                        | 15e                       |  |
| 2024  | 15e            | —                       | 43e           | 13e                    | 16e               | —             | 6e               | 15e             | 7e                   | —                            | —                   | 44e              | 36e                  | 32e                    | 62e               | 2e                   | —                        | 22e                       |  |
| 2025  | 39e            | —                       | 17e           | 90e                    | 17e               | —             | 19e              | 26e             | 64e                  |                              |                     |                  |                      |                        |                   |                      | x                        |                           |  |

### Classements mondiaux
| Année                                 | 2016  | 2017  | 2018 | 2019 | 2020 | 2021 | 2022 | 2023 | 2024 |
| ------------------------------------- | ----- | ----- | ---- | ---- | ---- | ---- | ---- | ---- | ---- |
| UCI World Tour                        | nc    | nc    | 128e |      |      |      |      |      |      |
| Classement mondial                    | 1185e | 1179e | 90e  | 115e | 100e | 71e  | 33e  | 27e  | 42e  |
| UCI Europe Tour                       | 805e  | 834e  | 29e  | 95e  | 84e  | 60e  | 27e  | 25e  | 32e  |
|                                       |       |       |      |      |      |      |      |      |      |
| Légende : nc = non classéSource : UCI |       |       |      |      |      |      |      |      |      |

## Palmarès sur piste

### Championnats du monde juniors
- Seoul 2014
  - 4e de l’omnium
  - 5e de l'américaine (avec Corentin Ermenault)

### Championnats d'Europe
- Anadia 2013
  -  Médaillé d'argent de la poursuite par équipes juniors
  -  Médaillé d'argent de la poursuite juniors

### Championnats de France
- 2011
  - 3e de la poursuite cadets
- 2012
  -  Champion de France de poursuite cadets
  -  Champion de France de l'américaine cadets (avec Théophile Leblanc)
  - 3e de la course aux points cadets
- 2014
  - 2e de la poursuite par équipes juniors
  - 3e de la poursuite juniors
- 2015
  - 3e de la course aux points

### Championnats de Bretagne
- 2014
  -  Champion de Bretagne de poursuite par équipes
  -  Champion de Bretagne de poursuite juniors
  -  Champion de Bretagne de la course aux points juniors

## Décorations
- Chevalier de l'ordre national du Mérite (2024)[49]